# Лончна (Свентокшиське воєводство)
Лончна (пол. Łączna) — село в Польщі, у гміні Лончна Скаржиського повіту Свентокшиського воєводства.
Населення — 890 осіб (2011).
У 1975-1998 роках село належало до Келецького воєводства.

## Демографія
Демографічна структура на день 31 березня 2011 року:
|          | Загалом | Допрацездатний вік | Працездатний вік | Постпрацездатний вік |
| -------- | ------- | ------------------ | ---------------- | -------------------- |
| Чоловіки | 446     | 104                | 296              | 46                   |
| Жінки    | 444     | 79                 | 254              | 111                  |
| Разом    | 890     | 183                | 550              | 157                  |